# Eichenberg–Gotha–Saalfelder Störungszone
Die Eichenberg–Gotha–Saalfelder Störungszone ist eine geologische Störung, die sich von Eichenberg im Nordosten Hessens rund 130 km südostwärts über Gotha nach Saalfeld durch Thüringen zieht. Ihr nordwestlicher Teilabschnitt wird auch als (geologischer Strukturraum) Eichenberg–Gothaer Graben bezeichnet.
Lediglich im nordwestlichsten Teil, der vom Leinegraben bis zum Westrand des Hainich führt, tritt die Störung in der Hauptsache als Senke hervor. Im zentralen, durch den Südwestrand des Thüringer Beckens verlaufenden Teil ist sie demgegenüber durch markante Höhenzüge (z. B. Drei Gleichen) landschaftsprägend, weiter südöstlich sorgt sie schließlich für eine schroffe Abbruchkante der Ohrdrufer Platte zum Südrand des Beckens.

## Entstehung
Die Eichenberg–Gotha–Saalfelder Störung bildete sich im Zuge der Saxonischen Bruchschollentektonik vor etwa 150 Millionen Jahren.

## Verlauf
Die Eichenberg–Gotha–Saalfelder Störungszone verläuft in herzynischer Richtung von Nordwest nach Südost parallel zum Kamm des Thüringer Waldes. Sie manifestiert sich abschnittsweise in einander höchst verschiedenen Oberflächenformen.

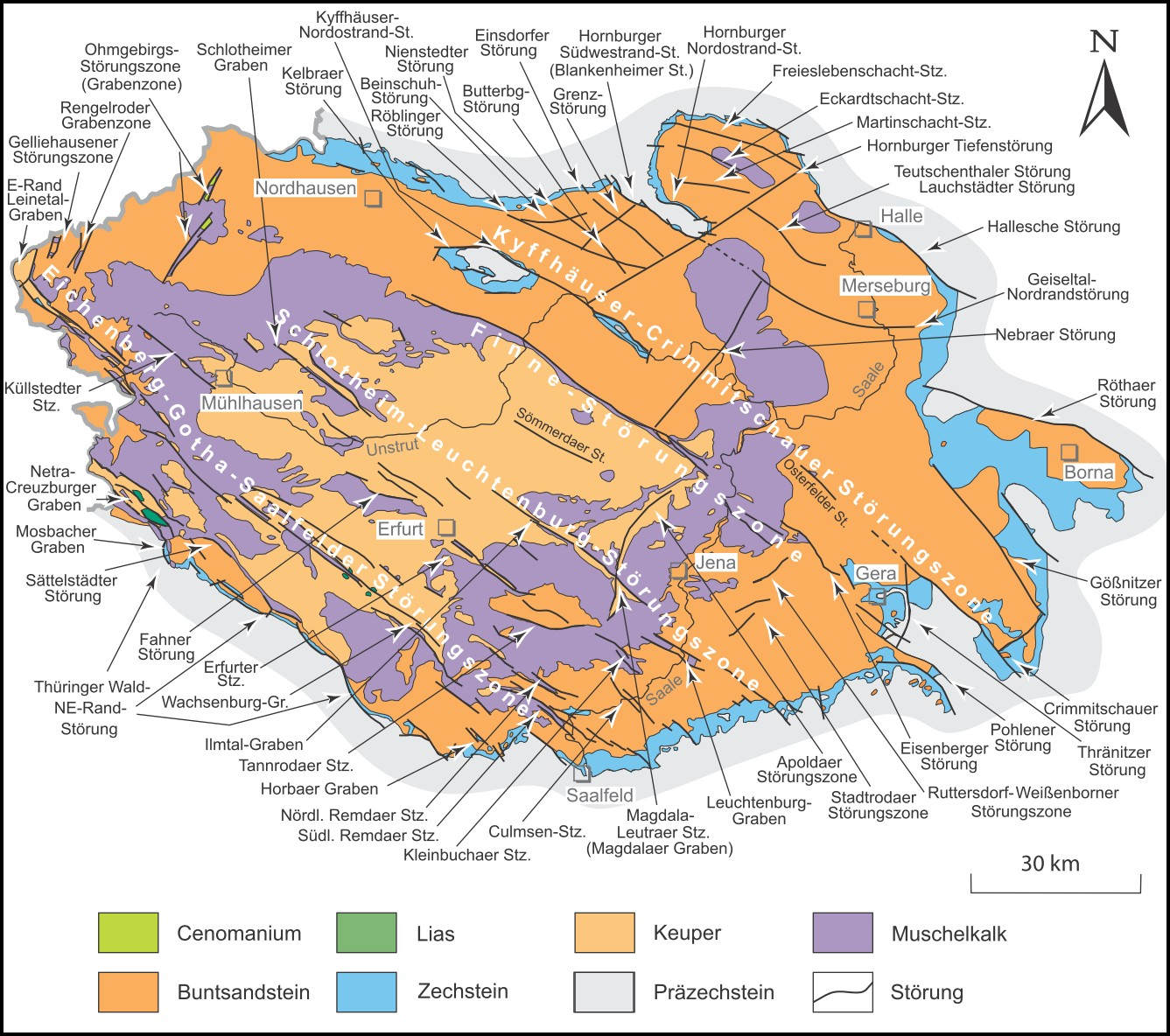
Herzynische Störungen im Bereich des Thüringer Beckens mit der Eichenberg–Gotha–Saalfelder Störungszone im Südwesten

### Leinegraben bis Hainich
Auf ihren nordwestlichsten 40 Kilometern ist die Eichenberg–Gotha–Saalfelder Störungszone vor allem durch Senkenlandschaften geprägt, um die im Blatt Kassel des Handbuchs der naturräumlichen Gliederung Deutschlands eigene Naturräume ausgewiesen sind.

#### Fretteröder Keupersenke

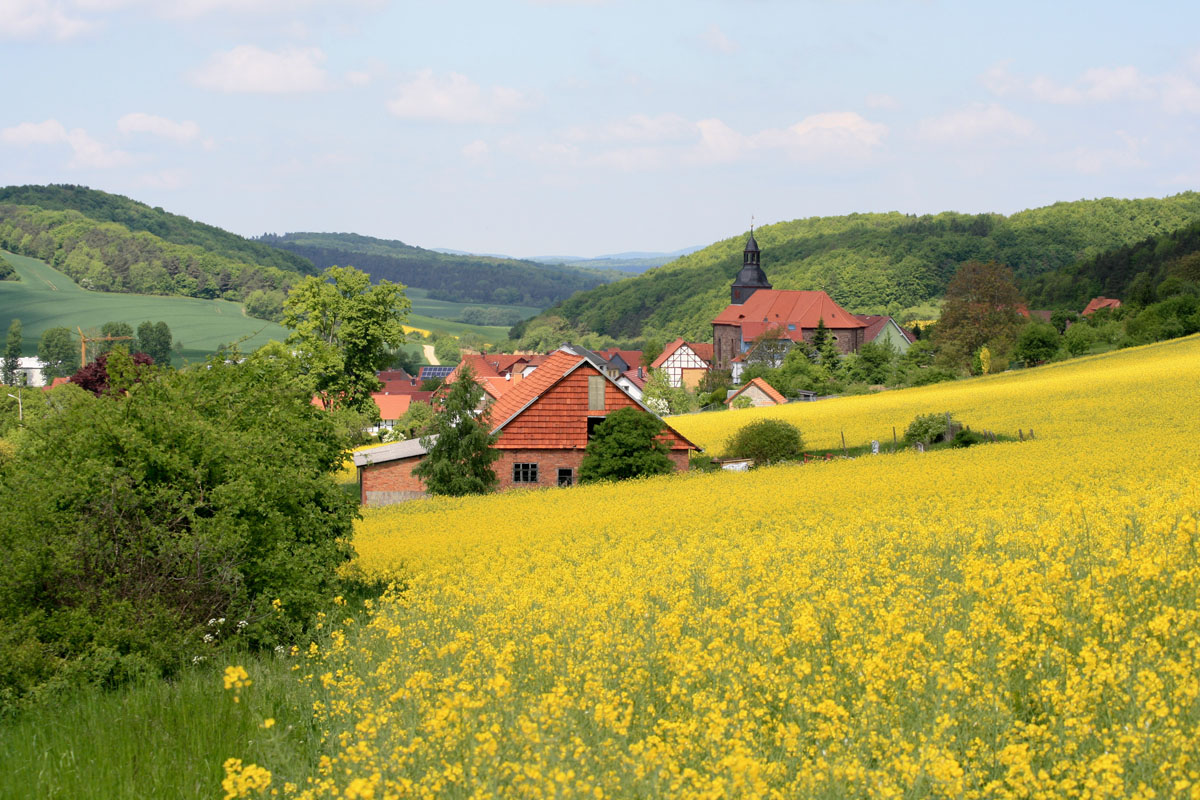
Die Keupersenke bei Gerbershausen

Ihren Anfang nimmt die Störung am Leinegraben in der Nähe des Ortes Eichenberg in Nordhessen. Unmittelbar östlich Bornhagens verengt sich das Keuper-Becken der Eichenberg-Hohenganderner Hänge und Keuperhügel zur Fretteröder Keupersenke, einer herzynisch verlaufenden Hochmulde, die zwischen Gerbershausen und Fretterode (Landkreis Eichsfeld) die Wasserscheide zwischen Leine und Werra überquert. Südwestlich flankiert wird diese Hochmulde durch den an der Junkerkuppe 510,7 m erreichenden Höhenzug Höheberg. Südwestlich Fretterodes folgt der Mulde ein dem Höheberg nordöstlich paralleler kleiner Grat aus Muschelkalk mit dem 360 m hohen Hasenwinkel nebst gleichnamigem Naturschutzgebiet.

#### Weidenbach-Mackenröder Senke
Bei Vatterode erreicht die Mulde den Oberlauf der Walse und wird im weiteren Abschnitt der Störungszone als Weidenbach-Mackenröder Senke zur kesselartigen Ausraum-Mulde des Oberwalse-Fächers, wobei die geologische Struktur insgesamt komplexer wird. Zwischen den namensgebenden Orten Mackenrode und dem südlichen Ortsteil Weidenbach begleitet ein flach aufragender Muschelkalk-Kamm aus Brandberg (395 m) und Frauenberg (411 m) die sich südlich anschließende, bis 569 m hohe Gobert.

#### Verlauf in der Rosoppe-Frieda-Bucht

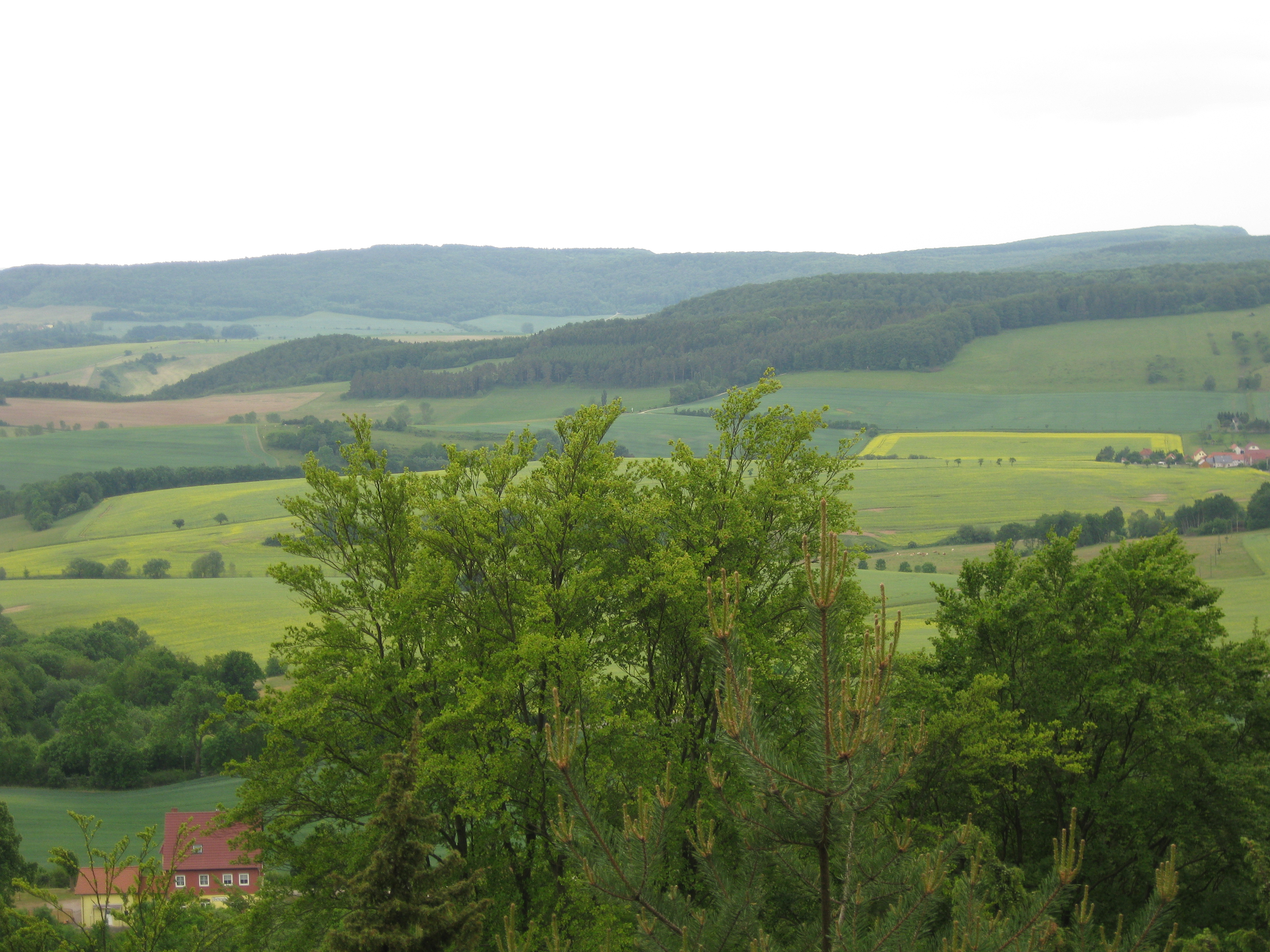
Der Schlittstein vom Höheberg aus gesehen (im Hintergrund die Gobert)

Östlich des Frauenbergs erreicht die Störungszone zwischen dem Rachelsberg (523 m) der nördlichen Gobert (Dolomitfelsen am Schlittstein) und dem Höheberg (mit 521 m höchster Berg des Kalteneberer Stufenrandbereiches und des (Westlichen) Obereichsfeldes überhaupt) den Oberlauf der Rode bei Schwobfeld und damit den Westteil des Fächers der Frieda, der den Naturraum Rosoppe-Frieda-Bucht einnimmt.
Südöstlich der Orte Rüstungen und Wiesenfeld verriegelt links der Rode der nach Nordosten bis dicht an den letztgenannten Höheberg reichende, an der Siebertsburg 424 m hohe Misseröder Kalkrücken mit den Orten Lehna und Misserode den Südteil der Bucht vom flachwelligen Nordteil. Nach Nordosten wird dieser kleine, geologisch durch inzwischen diverse parallele Störungen bedingt sehr vielschichtige Höhenzug vom Krombach zwischen Krombach und Ershausen flankiert, nach Osten stößt er an die Rosoppe, deren Südrichtung auch der Unterlauf ihres Vorfluters Frieda folgt.
Südwestlich des Rode-Verlaufes werden die Pfaffenschwender Kuppe (493 m, östliche Gobert) und der Schloßberg Greifenstein (443 m) passiert.

#### Oberes Friedatalgebiet
Auch weiter südöstlich folgt im Oberen Friedatalgebiet den inzwischen diversen parallel laufenden Störungen ein System aus zwei Senken mit je einem (gemäßigten) Höhenzug in deren Mitte:
Bei Geismar geht die Rode-Talung in die der mittleren Frieda (flussaufwärts gesehen) über, die nach Nordosten vom Bergrücken des Rollsbergs (407 m) begleitet wird. Letzterer geht nach Norden in den in unmittelbarer Nähe, am Schimberg, 457 m hohen Eichsfelder Westerwald über, von dem ihn nur der kleine Bach aus Wilbich nebst verlängernder Landstraße trennt.
Links bzw. südwestlich der Frieda wird der Hülfensberg (448 m) nordöstlich passiert, der schließlich die markanten Wanfrieder Werrahöhen mit Keudelskuppe (485 m), Plesse (480 m), Konstein (455 m) und Auf der Delle (464 m, Karnberg-Rücken) einleitet.
Weiter südöstlich folgt die Hauptsenke nach dem Passieren der Keudelskuppe bzw. unmittelbar nach Erreichen des Unstrut-Hainich-Kreises westlich Lengenfelds dem Rosebach bachaufwärts nach Hildebrandshausen, während die nordöstlich parallele Nebensenke der Frieda und schließlich dem Faulunger Bach nach Faulungen folgt, bis sie schließlich ausläuft. Zwischen beiden Tälern liegt ein zu diesen steil abfallender Bergrücken, der vom Dünberg (445 m) östlich Hildebrandshausens über den Pfaffenkopf (451 m) bis zur Nahtstelle zum Hainich (bis 494 m) nordöstlich Diedorfs auf rund 470 m nur sehr sanft ansteigt und ohne nennenswerte Senke oder Schwelle in den letztgenannten Höhenzug übergeht.
Bei Diedorf endet auch das reliefreiche Untere Werrabergland und wird von den sperrigeren Muschelkalk-Plateaus der Haupteinheit Ringgau–Hainich–Obereichsfeld–Dün–Hainleite abgelöst.

#### Verlauf am Südwestrand des Hainichs
Nordwestlich von Heyerode vereinfacht sich die Struktur der Störungszone erheblich. Das Störungsgebiet folgt, als einfache Senke bzw. Hochmulde ausgeprägt, als Naturraum Grundbachtal dem Tal des Grundbaches nach Hallungen und in den Wartburgkreis nach Nazza und trennt den Hainich im Osten von der geologisch ähnlichen Falkener Platte (am Dörnerberg südlich Diedorfs 478 m) im Westen.

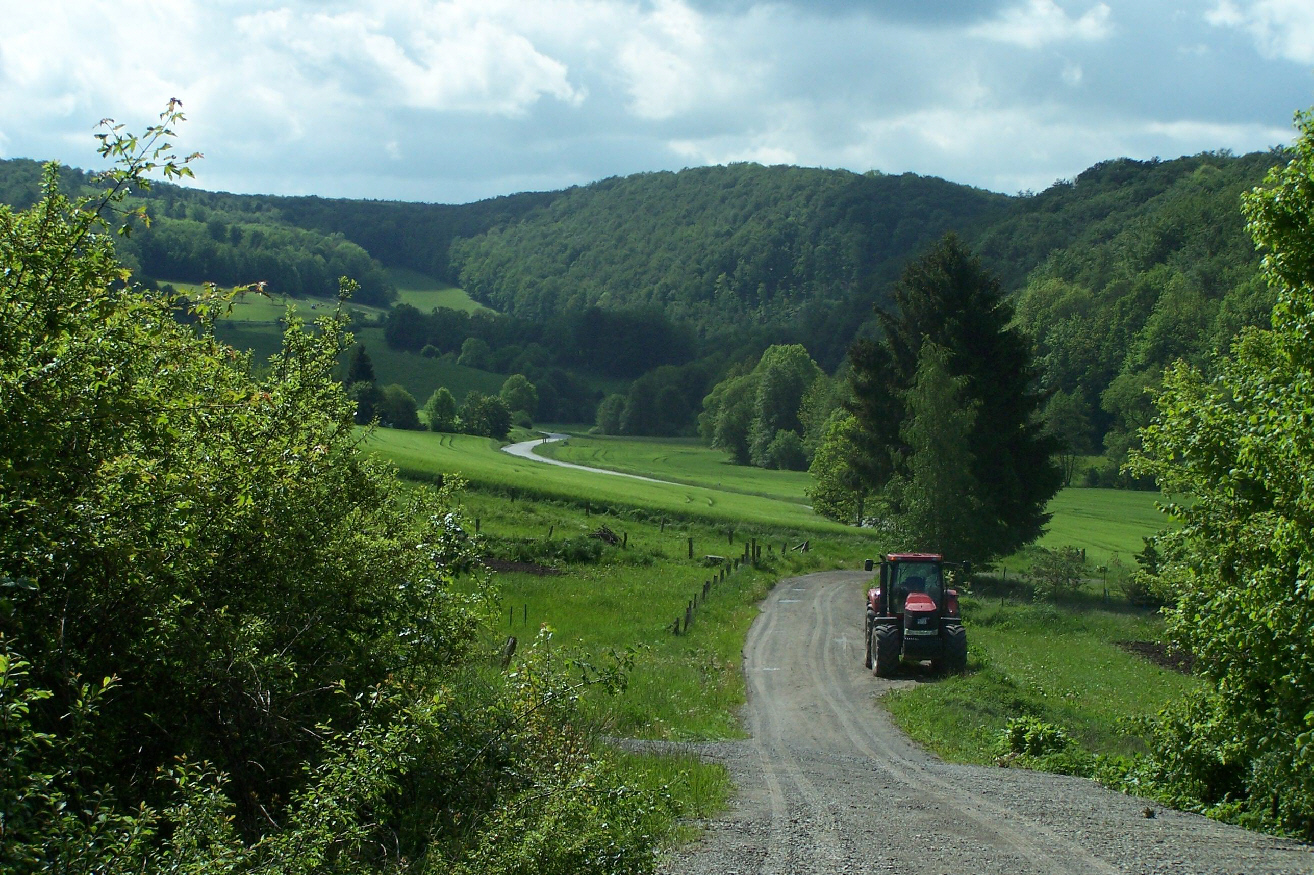
Der Lämpertsbachgrund bei Hallungen

Südöstlich Nazzas streift die Störungszone dann den Südwestrand des eigentlichen Hainichs und trennt Vorberge wie die Wernershäuser Höhe (358 m), den Harsberg (410 m), den Mittelberg (413 m) und den Lohberg (425 m) sanft vom Kern-Plateau ab. Dabei verlaufen die Quellläufe des Ihlefelder Bachs und des Lauterbachs unmittelbar der Störung, bis sie fast senkrecht vom Höhenzug weg abknicken.

### Thüringer Becken

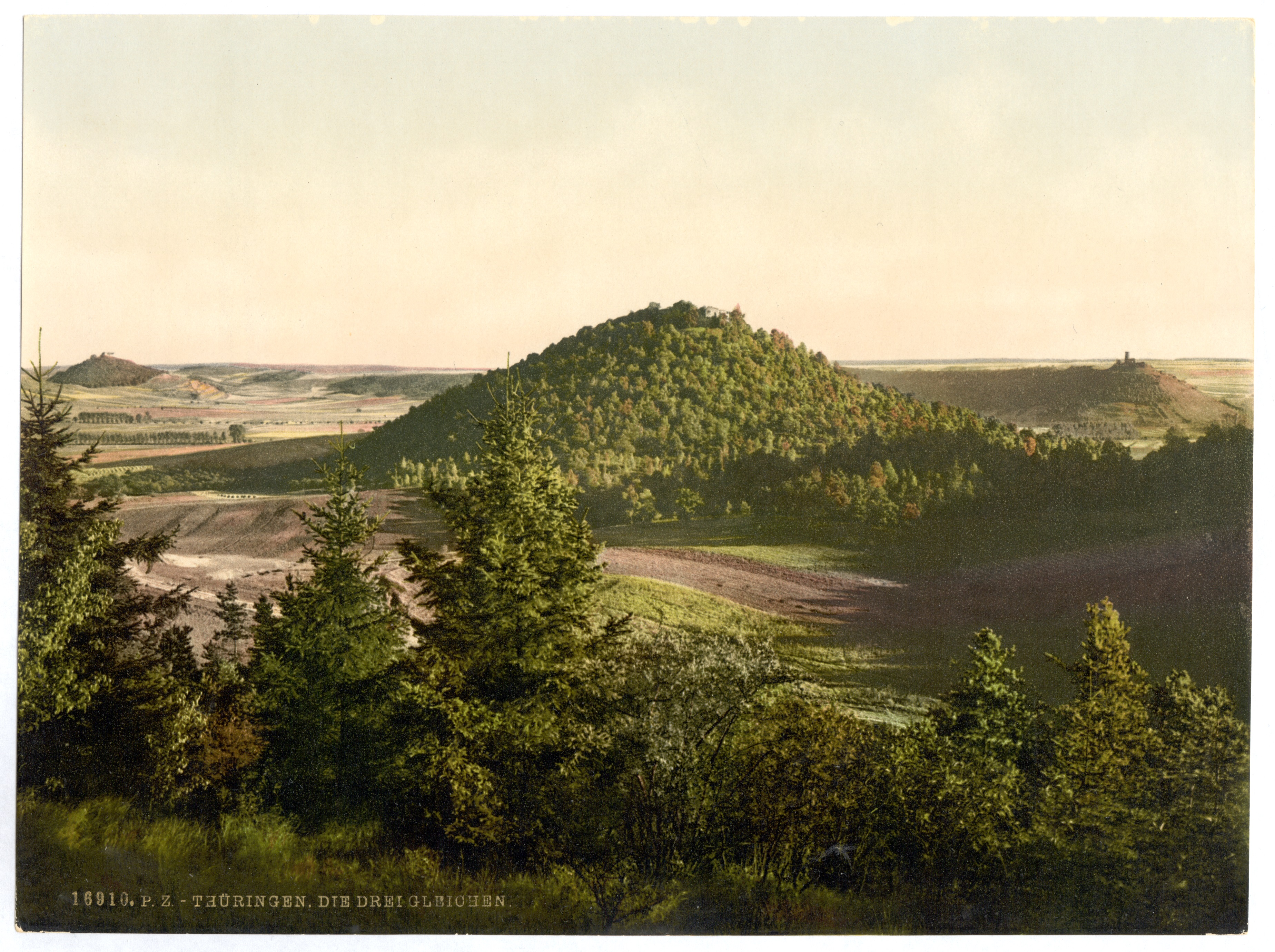
Das Drei-Gleichen-Gebiet um 1900 mit zwei im Abstand von ca. 2 km parallel verlaufenden Höhenzügen

Der im Hainich ausgelaufene Teil der Störung wird verlängert über einen Abschnitt, der von Treffurt her kommt und, nach einem leichten Bogen im Uhrzeigersinn, am Südwesthang des Hainich, vorbei an den Quellgebieten von Lauterbach (nach Nordwesten zur Werra) und Bieberbach (entgegengesetzt, nach Südosten zur Nesse), den Abfall des Muschelkalkrückens zum Keuperbecken beeinflusst. Es schließt sich ein weiterer Abschnitt der Störung an, der etwas nach Nordosten versetzt ist, jedoch der alten Richtung folgt.
Anders als im submontanen Eichsfeld, wo sich die Störung vor allem in der Ausformung von Gräben und Mulden manifestiert hat, ist sie im Südwesten des Thüringer Beckens für die Ausprägung markanter Höhenzüge verantwortlich, die durch Reliefumkehr entstanden sind. Gemeinsam bilden diese Höhenzüge den Ostrand der naturräumlichen Haupteinheit Westthüringer Berg- und Hügelland und umrahmen darin ein südwestliches Nebenbecken des landläufigen Thüringer Beckens, dessen Kernbecken sich unmittelbar nordöstlich anschließt.
Markant sind der Krahnberg (431 m) nordwestlich und die Seeberge (bis 409 m) südöstlich Gothas (Landkreis Gotha) sowie die beiden Höhenzüge der Drei Gleichen nordwestlich Arnstadts, auf der Kreisgrenze des Landkreises Gotha zum Ilm-Kreis.

### Ilm-Saale- und Ohrdrufer Platte
Die naturräumliche Haupteinheit Ilm-Saale- und Ohrdrufer Platte bildet einen markanten Muschelkalk-Saum mit tief eingeschnittenen Flusstälern von Gera, Ilm und Saale um den östlicheren Thüringer Wald und das Thüringer Schiefergebirge, der jedoch an der Nahtstelle zum Thüringer Becken zumeist sehr sanft abfällt. Hier machen störungsbedingt der Nordosthang des Vorsprunges der Ohrdrufer Platte im engeren Sinne (mit dem Plateau von Gossel) unmittelbar südöstlich der Drei Gleichen und die Reinsberge südlich Arnstadts eine Ausnahme, die für eine schroffe Abrisskante sorgt. Im weiteren Verlauf bildet die Störung die Nahtstelle des Südostflügels der Reinsberge und deren Linie folgender Anhöhen zur eigentlichen Ilm-Saale-Platte im Nordosten. Dabei modelliert sie zum Teil einen sehr markanten Übergang zum Buntsandstein des Paulinzellaer Vorlandes des Thüringer Waldes, das sich unmittelbar südwestlich anschließt. Insbesondere der Singener Berg im Gebiet von Stadtilm (583 m), der unmittelbar jenseits der südwestlichsten mehrerer paralleler Störungslinien liegt, ist als Singularität ausgeformt und, von einer minimalen Nahtstelle im Nordosten abgesehen, überall von Muschelkalk umsäumt. Von den umgebenden Anhöhen trennt ihn ein konzentrischer Graben, der zur Kernplatte hin auf um 400 m absinkt.
Am Rande des Landkreises Saalfeld-Rudolstadt, am Kloster Paulinzella, läuft die Störung aus und tritt erst wieder im nordwestlichen Stadtgebiet von Saalfeld/Saale in Erscheinung, wo sie den Nordostrand des Thüringer Schiefergebirges bildet. Es wird davon ausgegangen, dass sich die Störung südöstlich von Saalfeld im variszischen Grundgebirge bis Hirschberg an der thüringisch-bayrischen Grenze fortsetzt.